# دانشگاه مالایا
دانشگاه مالایا (یونیورسیتی مالایا) (مخفف: یو ام) اولین دانشگاه مالزی است که در محوطه‌ای به وسعت ۳ کیلومتر مربع در جنوبی غربی کوالالامپور واقع شده‌است. این دانشگاه به عنوان بهترین دانشگاه مالزی شناخته می‌شود و از معتبرترین دانشگاه‌های دنیا است. و بسیاری از معروف‌ترین اشخاص مالزی از دانش‌آموختگان آن هستند. این دانشگاه در سال ۱۹۴۹ تأسیس شده و در حال حاضر بیش از ۲۵۰۰ عضو دارد.
در رنکینگ معتبر کیو اس (www.topuniversities.com) رتبه علمی این دانشگاه در سال ۲۰۱۴ در جایگاه ۱۵۱ و رتبه مهندسی آن در جایگاه ۸۳ دنیا قرار گرفته که طبق گفته وزارت علوم مالزی این دانشگاه در سال ۲۰۱۵ در بین ۱۰۰ دانشگاه برتر دنیا قرار خواهد گرفت. این در حالی است که دانشگاه تهران در رتبه ۶۵۰ و دانشگاه صنعتی شریف در رتبه ۶۰۰ دنیا قرار گرفته‌است.
دانشگاه مالایا اولین دانشگاه مالزی و دارای بالاترین رنکینگ در بین دانشگاه‌های مالزی می‌باشد. (آمار سال 2021)
| نام دانشگاه    | اختصاری | رنکینگ بین‌المللی | رنکینگ در سطح آسیا | تعداد دانشجویان |
| -------------- | ------- | ---------------- | ------------------ | --------------- |
| دانشگاه مالایا | UM      | ۵۹               | ۹                  | ۱۷٬۳۹۰          |

## دانش آموختگان مشهور
- عبدالله احمد بداوی، پنجمین نخست‌وزیر مالزی
- ماهاتیر محمد